# 丽珠集团
丽珠医药集团股份有限公司 （深交所：000513/200513（B股已除牌），简称：丽珠集团/丽珠B；港交所：1513）是中国深圳证券交易所的一家上市公司，主营业务范围为医药制造业。该公司目前为健康元药业集团的旗下公司。
2011年，该公司主营业务收入为3162915294.50元，公司净利润为359369880.94元，公司总资产为4602908981.74元。
2014年1月16日，麗珠集團在香港交易所上市，成為繼中集集團後第二隻以B轉H上市的公司，而麗珠集團B股在1月10日先於深圳證券交易所除牌。

## 争议
《广东省药品耗材专项审计调查报告》指出：丽珠曾累计支付30.82亿元给2953家商务推广公司，项目为服务、咨询等费用。